# Большое Симоново
Большое Симоново — деревня в Ярославском районе Ярославской области. Входит в состав Курбского сельского поселения.

## География
Находится в восточной части Ярославской области на расстоянии приблизительно 20 км на запад по прямой от вокзала станции Ярославль Главный.

## История
Деревня была отмечена еще на карте 1798 года. В 1859 году здесь (деревня Романово-Борисоглебского уезда Ярославской губернии) было учтено 16 дворов, в 1898 — 12, в 1941 — 19.

## Население
Численность населения: 76 человек (1859 год), 1 (русские 100 %) в 2002 году, 1 в 2010.